# Frame (tijdschrift)
Frame is een halfjaarlijks Nederlands tijdschrift voor literatuurwetenschap dat bestaat sinds 1984. Frame wordt beheerd en uitgegeven door voornamelijk (oud-)studenten van de opleiding literatuurwetenschap aan de Universiteit Utrecht.
De (meeste) uitgaven van Frame zijn themanummers over onderwerpen die gerelateerd zijn aan contemporaine debatten binnen de literatuurwetenschap. Naast bijdragen van gevestigde literatuurwetenschappers biedt Frame studenten de mogelijkheid om papers te publiceren die in het kader van de studie geschreven zijn; ieder nummer bevat ten minste één studentenbijdrage in de vaste rubriek Masterclass.
In het verleden publiceerden onder meer Mary Armstrong, Jonathan Culler, Joseph Hillis Miller, Brend Truijens, Hans van Stralen en Martha Nussbaum in Frame. Bijdragen werden geleverd in de vorm van artikelen, recensies, opinies en andere creatieve rubrieken zoals "De etalage", "Paragram" en "Review".